# Merry Madagascar
Merry Madagascar (Feliz Madagáscar em Portugal e Feliz Natal Madagascar no Brasil) é uma curta-metragem de animação computadorizada norte-americana, produzida pela DreamWorks Animation, com uma duração de 22 minutos. Foi transmitida na televisão portuguesa a 24 de Dezembro de 2009, no canal SIC. Esta curta-metragem relata o Natal de Alex o leão, Marty a zebra, Melman a girafa e Glória o hipopótamo na ilha de Madagáscar. Supõe-se que os acontecimentos desse curta-metragem se deram antes do filme Madagáscar 2, pois nele, os personagens viajam até a África, enquanto aqui, eles continuam na ilha.

## História
Alex, Marty, Melman e Glória, preparam-se para mais uma tentativa de fuga para Nova Iorque, num fraco balão de ar quente, até que são bombardeados pelos lémures residentes da ilha de Madagáscar, estes pensando que era o "Goblin Noite Vermelha" que passa pela ilha todos os anos e atira bocados de carvão aos lémures, pensando estes que estavam a ser invadidos. O lémure Rei Juliano, pensa que o tal Goblin aparece no dia 24 do mês de Julianeiro, o feriado de Madagáscar que festeja o nascimento de Juliano (como o Natal festeja o nascimento de Jesus), onde todos os lémures oferecem presentes ao rei. O "Goblin Noite Vermelha" passa pela ilha e acontece o mesmo que foi dito. Alex atira uma lança ao Goblin o que a faz despenhar em Madagáscar. Passado pouco tempo, Alex e os amigos descobrem que o Goblin era o Pai Natal e as suas renas. Tal queda provocou um grande galo na cabeça do Pai Natal, este ficando com amnésia (perda de memória). Entretanto, os pinguins reencontram os seus velhos inimigos do Polo Norte, as renas. Soldado, o pinguim, cria uma paixão com uma das renas, uma rena fêmea, o que faz com que as duas espécies proíbam tanto um como outro se apaixonarem. Chegando a hora de entregar os presentes ao rei Juliano, o Pai Natal redescobre a sua habilidade de fazer instantaneamente brinquedos, o que encanta outros lémures e faz Juliano pensar estar a arruinar o seu feriado de Julianeiro, pois passaram a ser todos a receber presentes (como no Natal) e este é muito egoísta. Enquanto Juliano amuava, Pai Natal tentava chamá-lo à atenção, fazendo-o sentir o verdadeiro espírito da partilha. Enquanto isso, Alex, Marty, Melman, Glória, Capitão, Kowalski, Rico e Soldado, tentam entregar todos os presentes de Natal que faltam, pelo mundo fora. Alex e os amigos pensam em aproveitar a viagem de trenó para regressar a Nova Iorque. Pensando nas prioridades e voltam a Madagáscar mais uma vez, o que provoca uma outra queda de trenó, levando o Pai Natal outra pancada na cabeça, fazendo-o lembrar de tudo (fazendo voltar a memória). O Pai Natal parte rapidamente para entregar os últimos presentes às pessoas. Alex e companhia ficaram em Madagáscar na mesma, mas tiveram um feliz Julianeiro. O filme acaba com o traquina do Rei Juliano atirar um coco à cabeça de Alex fazendo também este ficar com amnésia.

## Elenco

### Dobragem original
- Ben Stiller como Alex, o leão;
- Chris Rock como Marty, a zebra;
- David Schwimmer como Melman, a girafa;
- Jada Pinkett Smith como Gloria, o hipopótamo;
- Danny Jacobs como Rei Julian, o lémure;
- Cedric the Entertainer como Maurice, o aie-aie;
- Andy Richter como Mort, o microcebus;
- Tom McGrath como Capitão, o pinguim;
- Chris Miller como Kowalski, o pinguim;
- Christopher Knights como Recruta, o pinguim;
- Carl Reiner como Pai Natal;
- Nina Dobrev como Cupid, a rena;
- Jim Cummings como Rena Chefe;
- Willow Smith como Abby, a menina.

### Dobragem portuguesa
- Pedro Laginha como Alex, o leão;
- Rui Oliveira como Marty, a zebra;
- Bruno Nogueira como Melman, a girafa;
- Leonor Alcácer como Glória, o hipopótamo;
- Marco D'Almeida como Rei Juliano, o lémure;
- Fernando Luís como Maurício, o aie-aie;
- Peter Michael como Mort, o microcebus;
- Bruno Ferreira como Capitão, o pinguim;
- Rui Paulo como Kowalski, o pinguim;
- Carlos Macedo como Soldado, o pinguim;
- Carlos Vieira D'Almeida como Pai Natal;